# Кукушкіна Аліна Іллівна
Аліна Іллівна Кукушкіна (народилася 26.09.2001, Москва) — акторка озвучування і дубляжу, стала відомою завдяки озвученню дівчинки Маші у мультсеріалі «Маша та Ведмідь».

## Біографія
Народилася 26 Вересня 2001 року в Москві.
Мати Аліни — актриса Ірина Кукушкіна.

## Кар'єра
- 2009 — теперішній час — Маша та Ведмідь — Маша[3][4][5][6]
- 2010 — Нікчемний я — Агнес
- 2011 — Будинок мрій — Ді Ді Эйтентон
- 2012 — вийшов мультсеріал «Маша та ведмідь. Машині казки», де Аліна також озвучує Машу.
- 2015 — 23.55. Гарний початок - молодша донька
- 2016 - Норм та Незламні - озвучує Олімпію Брайтлі